# Lakkenahalli, Gubbi
Lakkenahalli là một làng thuộc tehsil Gubbi, huyện Tumkur, bang Karnataka, Ấn Độ.